# Этчер, Фред
Фред Этчер (англ. Fred Etcher, 23 августа 1932, Ошава, провинция Онтарио, Канада — 25 ноября 2011, Лондон, провинция Онтарио, Канада) — канадский хоккеист, серебряный призёр зимних Олимпийских игр в Скво-Велли (1960).

## Карьера
С 1948 г. начал играть в хоккей в юниорской команде В родного города Ошава.
- 1950—1953 гг. — выступал клубе Oshawa Generals провинции Онтарио,
- 1954—1960 гг. — играл за Whitby Dunlops, с которым дважды выиграл главный хоккейный приз любительских команд — кубок Аллана,
- 1960 г. — в составе национальной сборной выигрывает серебряные медали зимних Олимпийских игр в Скво-Велли, забив за семь игр девять шайб и сделав 12 результативных передач, и став лучшим бомбардиром сборной,
- 1961—1962 гг. — выступал за любительский клуб Uxbridge, выступавшем в хоккейной лиге провинции Онтарио.